# Berliner Wissenschaftliche Gesellschaft
Die Berliner Wissenschaftliche Gesellschaft (BWG) ist eine deutsche Gelehrtengesellschaft, die sich als interdisziplinäre Vertretung der Wissenschaftler aller wissenschaftlichen Einrichtungen in Berlin versteht. Sie will zwischen ihnen – über Fachgrenzen hinweg – den Austausch von Gedanken und Forschungsergebnissen fördern, um der zunehmenden Spezialisierung in den Wissenschaften entgegenzuwirken. 
Die BWG wurde am 18. Dezember 1973 von Wissenschaftlern der Hochschulen und Bildungseinrichtungen im damaligen West-Berlin – insbesondere Hochschullehrern der FU – gegründet, nachdem aufgrund der Forderungen der Studentenbewegung mit dem Berliner Universitätsgesetz 1969 die Ordinarien-Universität durch die Gruppenuniversität ersetzt worden war.
Um ihre selbstgesetzten Aufgaben zu erfüllen, veranstaltet die BWG Vorträge, Seminare und Tagungen, Führungen durch wissenschaftliche Einrichtungen, behandelt in interdisziplinären Arbeitskreisen wissenschaftliche Themen von breiterem Interesse, initiiert und fördert Forschungsprojekte, über deren Ergebnisse in Jahrbüchern und im Internet berichtet wird und nimmt in der Öffentlichkeit Stellung zu hochschulpolitischen Fragen. Zur Förderung des wissenschaftlichen Nachwuchses verleiht die BWG jedes Jahr einen Promotionspreis für herausragende Forschungsarbeiten und den (aus Mitteln der Erhard Höpfner Stiftung finanzierten) Erhard-Höpfner-Studienpreis für hervorragende Abschlussarbeiten der Universitäten und Fachhochschulen.
Zu ihren rund 250 ordentlichen Mitgliedern (Stand Anfang 2009) zählt die BWG die Präsidenten bzw. Vizepräsidenten aller Berliner Universitäten sowie Angehörige der Berlin-Brandenburgischen Akademie der Wissenschaften und sonstiger wissenschaftlicher Forschungseinrichtungen in Berlin. Ordentliches Mitglied der BWG können – auf schriftlichen Vorschlag von mindestens fünf Mitgliedern – Wissenschaftler werden, „die in ihrem Fach durch herausragende Veröffentlichungen oder vergleichbare Leistungen zum wissenschaftlichen Fortschritt beitragen“, aktiv wissenschaftlich forschen und sich zur Freiheit von Forschung und Lehre bekennen. Daneben gibt es assoziierte Mitglieder (wissenschaftliche Nachwuchskräfte, „von denen zu erwarten steht, dass sie aufgrund ihrer bisherigen Forschungsleistungen in absehbarer Zeit die Voraussetzungen für ein ordentliches Mitglied erfüllen“), korrespondierende Mitglieder (Anfang 2009: rund 80; die meisten sind ehemals in  Berlin tätig gewesene Wissenschaftler, die weggezogen sind), fördernde Mitglieder (Anfang 2009: rund 50; meist Prominente aus Politik und Wirtschaft, die nicht selbst aktiv wissenschaftliche Forschung betreiben) und Ehrenmitglieder.
Gründungsvorsitzender der BWG war bis 1981 der Wirtschafts- und Sozialhistoriker Wolfram Fischer, seit 2007 hat der Lasermediziner Hans-Peter Berlien den Vorsitz des Vorstandsgremiums inne.
Die Geschäftsstelle der Gesellschaft befindet sich in der Abteilung Lasermedizin der Ev. Elisabeth Klinik in Berlin-Mitte.